# Номальо
Номальо (итал. Nomaglio) — коммуна в Италии, располагается в регионе Пьемонт, в провинции Турин.
Население составляет 333 человека (2008 г.), плотность населения составляет 111 чел./км². Занимает площадь 3 км². Почтовый индекс — 10010. Телефонный код — 0125.
Покровителем коммуны почитается святой апостол Варфоломей, празднование 24 августа.

## Демография
Динамика населения:

## Администрация коммуны
- Официальный сайт: https://web.archive.org/web/20100228155956/http://www.cmdorabaltea.to.it/intranet/Nomaglio/index.htm